# Pachydelphus coiffaiti
Pachydelphus coiffaiti là một loài nhện trong họ Linyphiidae.
Loài này thuộc chi Pachydelphus. Pachydelphus coiffaiti được Rudy Jocqué miêu tả năm 1983.